# Paul von Uthmann
Hans Friedrich Paul von Uthmann (* 17. April 1857 in Ober-Mahliau; † 1. Februar 1918 bei Cambrai) war ein preußischer Generalleutnant.

## Leben

### Herkunft
Paul war Angehöriger des schlesischen Adelsgeschlechts von Uthmann und der Sohn des Erbherrn auf Ober-Mahliau, Landesältesten von Schlesien und Rechtsritter des Johanniterordens Maximilian von Uthmann (1822–1885) und dessen Ehefrau Klara Hedwig, geborene von Kessel und Zeutsch (1826–1887). Der Generalmajor Erdmann von Uthmann (1790–1861) war sein Großvater.

### Militärkarriere
Uthmann absolvierte das Gymnasium in Oels und besuchte anschließend die Kadettenanstalten in Wahlstatt und Berlin. Am 15. April 1875 wurde er als charakterisierter Portepeefähnrich dem Kaiser Alexander Garde-Grenadier-Regiment Nr. 1 der Preußischen Armee überwiesen. Dort erhielt Uthmann am 11. November 1875 das Patent zu seinem Dienstgrad und wurde 1876 zum Sekondeleutnant befördert. Als solcher war er ab 1879 Adjutant des II. Bataillons. Von Oktober 1883 bis Juli 1886 war Uthmann als Inspektionsoffizier an die Kriegsschule Anklam kommandiert, wurde anschließend Premierleutnant und absolvierte von Oktober 1886 bis Juli 1889 zur weiteren Ausbildung die Kriegsakademie. Zeitgleich mit seiner Beförderung zum Hauptmann ernannte man ihn im März 1891 zum Kompaniechef. Für die Schießleistungen seiner Kompanie erhielt Uthmann 1899 die Krone zum Roten Adlerorden IV. Klasse. Als Major folgte am 17. Mai 1902 seine Ernennung zum Kommandeur des Füsilier-Bataillons. In dieser Stellung am 14. April 1907 zum Oberstleutnant befördert, trat Uthmann 1907 zum Regimentsstab über. Daran schloss sich als Oberst ab 1910 eine Verwendung in Frankfurt (Oder) als Kommandeur des Leib-Grenadier-Regiments „König Friedrich Wilhelm III.“ (1. Brandenburgisches) Nr. 8 an. Unter Verleihung des Kronenordens II. Klasse wurde er 1913 zum Generalmajor befördert und zu den Offizieren von der Armee überführt. Im Juli 1913 ernannte man ihn dann zum Kommandeur der 49. Infanterie-Brigade (1. Großherzoglich Hessische) in Darmstadt.
Im Verbund mit der 25. Infanterie-Division nahm Uthmann nach dem Ausbruch des Ersten Weltkriegs mit seiner Brigade an den Schlachten bei Neufchâteau und an der Marne teil. Während der Stellungskämpfe an der Somme wurde er von seinem Posten abgelöst und übergab das Kommando am 30. Juli 1915 an seinen Nachfolger Oberst Johannes von Dassel. Daraufhin kurzzeitig zu den Offizieren von Armee überführt, erhielt Uthmann am 17. September 1915 die Ernennung zum Kommandeur der 185. Infanterie-Brigade. Mit dem Großverband war er weiterhin an der Westfront im Einsatz. Im Rahmen einer Täuschungsmaßnahme für die Verdun-Offensive konnte die Brigade Mitte Februar 1916 nordwestlich von Tahure einen größeren Stellungsabschnitt der Franzosen erobern und dabei rund 500 Gefangene einbringen.
Im Juni 1916 wurde Uthmanns Brigade zur Division ausgebaut und als 185. Infanterie-Division etatisiert. Sein Großverband kam während der Schlacht an der Somme mehrfach zum Einsatz und Uthmann wurde für die Abwehrerfolge 1916 mit dem Roten Adlerorden II. Klasse mit Eichenlaub und Schwertern ausgezeichnet. Nach Beendigung der Kämpfe lag die Division im Stellungskrieg an der Yser und kam im Mai 1917 in der Schlacht bei Arras zum Einsatz. Dort wurde Uthmann am 20. Mai 1917 zum Generalleutnant befördert. Es schlossen sich weitere Stellungskämpfe in Flandern und Artois sowie die Schlachten in Flandern und Cambrai an. Während eines Aufenthaltes in der Siegfriedstellung im Divisionsstabsquartier bei Cambrai erlitt Uthmann am 1. Februar 1918 einen Herzschlag und verstarb.

### Familie
Uthmann hatte sich 1888 in Berlin mit Brunhilde Hedwig Margarete Freiin von Meerheimb (1869–1901), einer Tochter des Generalmajors Ferdinand von Meerheimb verheiratet. Nach ihrem Tod heiratete er in zweiter Ehe am 14. Mai 1904 Bertha von Westernhagen (1863–1931). Aus den Ehen gingen folgende Kinder hervor:
- Bruno (1891–1978), deutscher Generalleutnant und Militärattaché
- Klara Brunhild Helene (* 1894), Oberschwester im Deutschen Roten Kreuz
- Hans Friedrich Ferdinand Viktor (1896–1915), zuletzt Leutnant im Grenadier-Regiment „Kronprinz“ (1. Ostpreußisches) Nr. 1
- Karl Udo (* 1905), Landwirt, deutscher Offizier